# Schneeberger Weihnachtsschau
Die Schneeberger Weihnachtsschau war eine Ausstellung von erzgebirgischer Volkskunst, die unter dem Motto Das silberne Herz zur Weihnachtszeit 1938 in der sächsischen Bergstadt Schneeberg (Erzgebirge) präsentiert wurde. Sie sollte an den großen Erfolg der ein Jahr zuvor in Schwarzenberg/Erzgeb. durchgeführten Feierohmd-Schau anknüpfen, die von über 330.000 Gästen besucht worden war. Zur Schneeberger Weihnachtsschau kamen allerdings nur 70.000 Besucher. Es war die letzte Weihnachtsausstellung im sächsischen Erzgebirge vor dem Zweiten Weltkrieg, die zur weiteren Vermarktung der dortigen Volkskunst beitrug.

## Geschichte
Die Ausstellung wurde wie die Feierohmd-Ausstellung vom Heimatwerk Sachsen unter Mitwirkung des Städtischen Verkehrsamtes in Schneeberg organisiert. Als Geschäftsführer wurde der evangelische Kirchenvorsteher, Stadtverordnete, Gerichtsschöffe und Geschäftsführer des Ersten Städtischen Verkehrsamtes in Schneeberg, Arthur Günther, eingesetzt.
Die Eröffnung der Ausstellung wurde mit der Jahrestagung des Heimatwerkes Sachsen am 26./27. November 1938 verbunden und Ehrengaben an Heimatschriftsteller und -komponisten sowie an Holzschnitzer verteilt. Am 22. Januar 1939 endete die Ausstellung, die nicht verlängert wurde.
Das Motto Das silberne Herz nimmt auf die Bedeutung Schneebergs als wichtige Bergstadt der Erzgebirges Bezug.
Als Veranstaltungsort wurde das Gesellschaftshaus der Schneeberger Kasinogesellschaft gewählt.